# Piccoli brividi (serie televisiva)
Piccoli brividi è una serie televisiva canadese e statunitense andata in onda in Canada e negli Stati Uniti d'America dal 1995 al 1998 e basata sui libri della serie Piccoli brividi di R. L. Stine.

## Trama
Le puntate hanno tutte dei protagonisti diversi, di solito ragazzini di 12-14 anni (tra maschi e femmine), che si ritrovano ad affrontare una tenebrosa avventura soprannaturale con personaggi o cose irreali; esattamente come nei libri, al termine delle puntate non è sempre presente il lieto fine.

## Episodi
| Stagione         | Episodi | Prima TV originale | Prima TV Italia |
| ---------------- | ------- | ------------------ | --------------- |
| Prima stagione   | 19      | 1995-1996          | 1997            |
| Seconda stagione | 25      | 1996-1997          | 1998            |
| Terza stagione   | 22      | 1997-1998          | 1999            |
| Quarta stagione  | 8       | 1998               | 1999            |

## Distribuzione

### Edizione italiana
In Italia, la serie venne trasmessa in prima visione su Italia 1 dal 12 ottobre 1997 al 1999. Il doppiaggio italiano fu effettuato dalla Deneb Film su direzione di Cip Barcellini, con dialoghi di Cristina Robustelli, Marco Bardella e Tullia Piredda. I titoli degli episodi sono gli stessi utilizzati da Mondadori per i rispettivi romanzi.
Precedentemente alla trasmissione televisiva, tra il 1996 e il 1997, alcuni doppi episodi (I prigionieri della torre, Il lupo della palude, La maschera maledetta II, Il pupazzo parlante III) furono distribuiti in videocassetta da 20th Century Fox Home Entertainment con un primo doppiaggio eseguito dalla S.E.D.E. di Milano diretto da Salvatore Landolina, che ne curò anche i dialoghi con Flavia Fantozzi.
Nel 2018, 13 episodi della prima stagione sono stati distribuiti da Netflix con un nuovo doppiaggio e con titoli diversi.